# Sword of Vermilion
 (avril 2020).
Si vous disposez d'ouvrages ou d'articles de référence ou si vous connaissez des sites web de qualité traitant du thème abordé ici, merci de compléter l'article en donnant les références utiles à sa vérifiabilité et en les liant à la section « Notes et références ».
Sword of Vermilion (Vermilion au Japon) est un jeu vidéo d'action et de rôle développé par Sega-AM2 et édité par Sega en 1989 sur Mega Drive. Le jeu a été réédité sur Wii en 2007.

## Synopsis
Le roi de Cartahena, Tsarkon, décida dans un moment de rage d'envahir le royaume d'Excalabria dirige par Erik V.

18 ans plus tard, l'aventure commence. Les choses ont bien changé pendant ce temps mais l'idée de vengeance est toujours présente dans la tête de votre père adoptif Blade, celui-là même qui vous extirpa des griffes de Tsarkon 18 ans auparavant. Élevé avec amour par ce père, ce n'est que peu avant sa mort qu'il vous révèle la vérité sur votre enfance et sur vos origines. L'heure est grave car la domination de Tsarkon et des forces du mal s'accentue de jour en jour. C'est alors que vous décidez de partir à la reconquête de votre liberté et à la recherche de votre vrai père.

## À noter
Le jeu démarre avec 31 points de vie mais comme dans tous les RPG, ce nombre augmente au fil du jeu. La 3D est présente à l'extérieur des villes ainsi que la possibilité de sauvegarder sa progression grâce à une rom intégrée dans la cartouche de jeu.